# Oncostemum goudotianum
Oncostemum goudotianum är en viveväxtart som beskrevs av A. Dc. Oncostemum goudotianum ingår i släktet Oncostemum och familjen viveväxter. Inga underarter finns listade i Catalogue of Life.